# かかし (童謡)
かかし（案山子）は日本の唱歌の一つ。

## 概要
作詞者 武笠三、作曲者不明（伝聞による山田源一郎作曲説は誤り。山田は文部省唱歌に対する批判者側であった）。
初出は1911年（明治44年）6月「尋常小学唱歌（二）」。1941年（昭和16年）の「ウタノホン」で教科書から消えるが、1947年（昭和22年）の「二年生のおんがく」で復活した。
亀田製菓が設立40周年記念文化事業として選んだ「日本の歌百選」（2000年）に選出された。

## 歌詞
かかしをからかい、はやし立てるこの歌は、教訓めいた歌の多い文部省唱歌の中では、異色の存在である。中村幸弘は「人間であるかのように捉えて詠むところに、この唱歌のおもしろさ」があると評した。
1番
山田の中の一本足のかかし　天気のよいのにみの笠着けて　朝から晩までただ立ちどおし　歩けないのか山田のかかし
2番
山田の中の一本足のかかし　弓矢でおどして力んで居れど　山では烏がかあかと笑う　耳が無いのか山田のかかし